# Pols d'oli

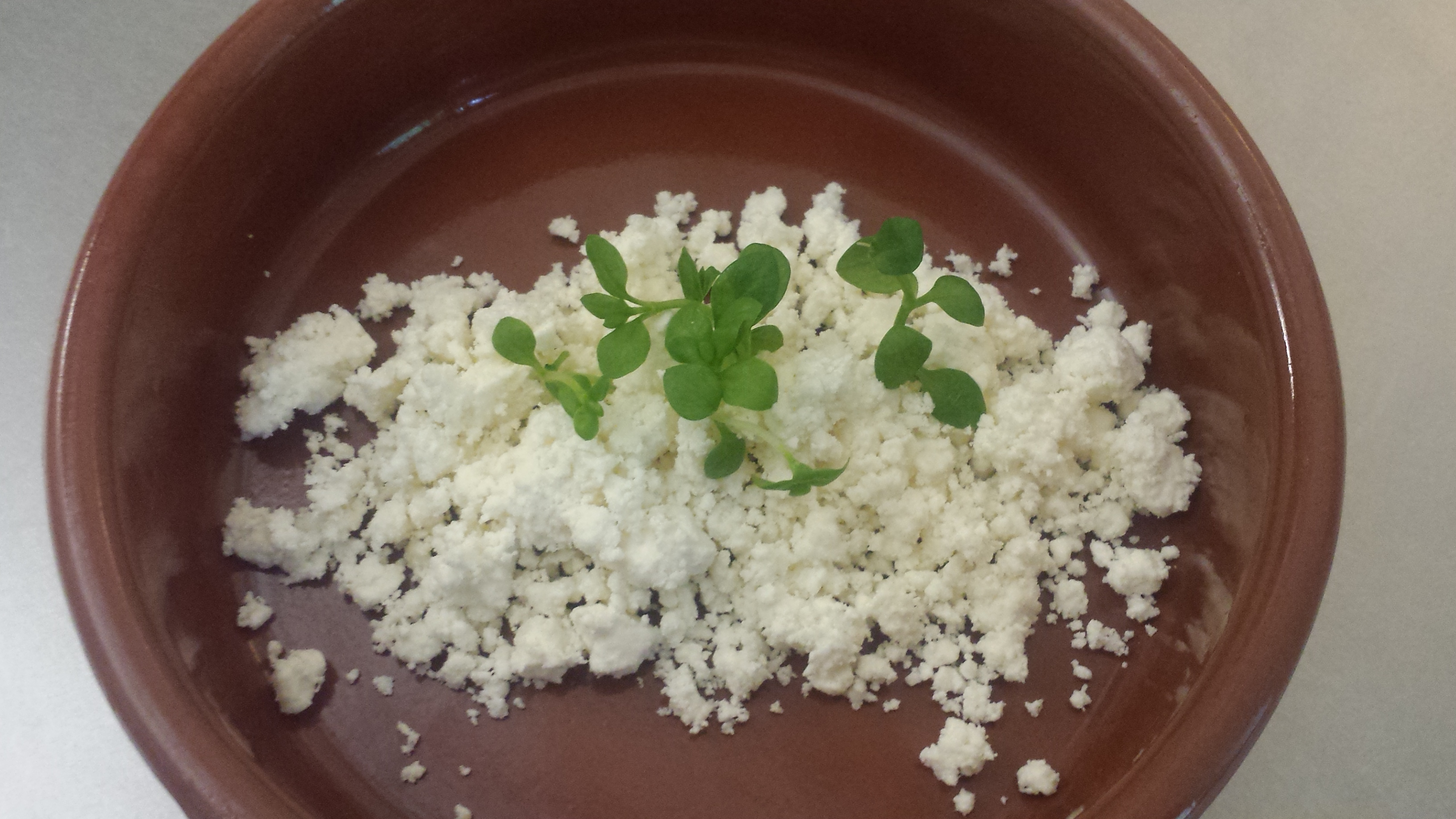
Pols d'oli d'oliva

La pols d'oli, també anomenada oli polvoritzat o sorra d'oli, és una elaboració d'oli d'oliva texturitzat que té una textura granulosa i fina, que s'obté a partir d'una barreja d'oli amb maltodextrina.

## Composició
Es necessiten dos ingredients essencials per obtenir la pols d'oli: oli (per exemple d'oliva) i maltodextrina. A més, també es poden afegir altres components per obtenir variants del mateix producte amb aromes específics.

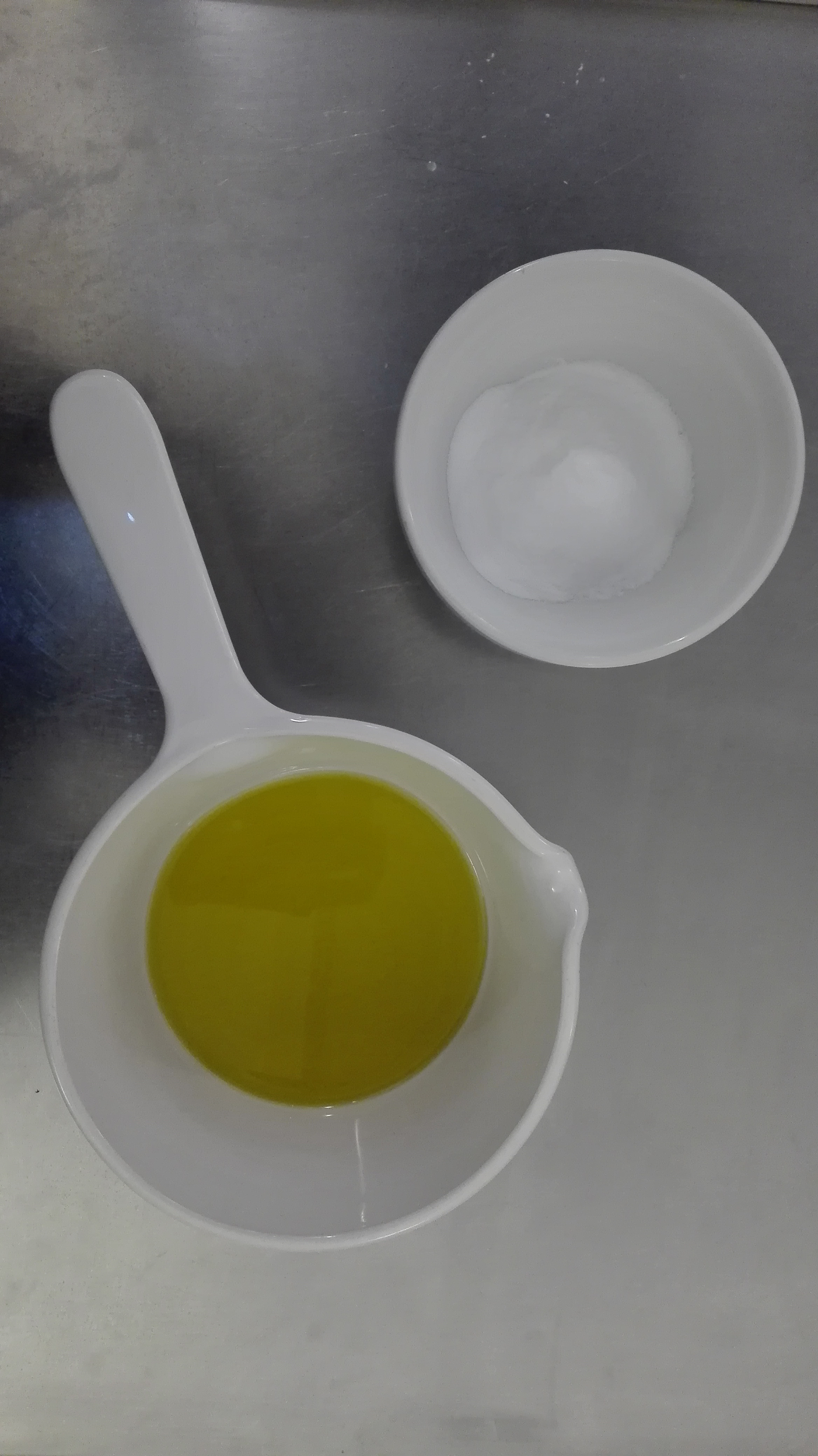
Oli d'oliva i maltodextrina

### Oli vegetal
L'oli vegetal és un compost orgànic format per triglicèrids de diferent grau de saturació, que s'obté per extracció mecànica, química o mixta a partir de fruits o llavors, que tenen un alt contingut en greixos.
Gastronòmicament, les funcions de l'oli són: l'organolèptica (transmissors del sabor), la tècnica (transmissors de la calor, per a coccions), l'energètica (alta aportació de calories: 9 kcal/1 g) i la nutricional (font d'àcids grassos essencials i de vitamines liposolubles, capacitat antioxidant d'algunes varietats).
Depenent de la varietat d'oli vegetal i de la seva forma d'obtenció, les propietats nutricionals, organolèptiques i tècniques varien i, per tant, s'han d'aplicar en processos culinaris determinats i controlar les temperatures de cocció.
L'oli d'oliva s'obté a partir de la drupa de l'olivera. Té un alt valor nutricional i culinari, sobretot en la cultura mediterrània. El seu millor exponent és l'oli d'oliva verge, que s'obté a partir de processos mecànics, de manera que té un valor nutricional més elevat, ja que conserva totes les vitamines antioxidants i no es generen greixos trans (derivats del procés de refinació).

### Maltodextrina
La maltodextrina és un polisacàrid que s'obté per hidròlisi enzimàtica parcial d'un midó, que s'empra com a additiu alimentari. Els polisacàrids es classifiquen segons el seu poder edulcorant seguint la nomenclatura DE (dextrose equivalent), que pot oscil·lar entre els valors de 3 i 20. Com més elevat és el coeficient DE, més curta és la cadena de glucoses i major el poder edulcorant i la seva solubilitat.
La maltodextrina s'empra en l'àmbit culinari per obtenir encapsulats d'oli, ja que té la propietat d'absorbir els olis i greixos i formar una pel·lícula fina al seu voltant que els protegeix de l'oxidació i els converteix visualment en pols. Aquesta pols es mantindrà en aquesta forma mentre no entri en contacte amb l'aigua. Per tant, és necessari mantenir el producte obtingut en condicions aïllades de la humitat ambiental.
La maltodextrina emprada en la indústria alimentària és, sobretot, l'obtinguda a partir del blat de moro, que s'empra com a agent de càrrega (per a augmentar el volum de l'aliment sense que en variïn les característiques organolèptiques) en la formulació de begudes, sopes, productes lactis... Però, a escala gastronòmica, la maltodextrina de tapioca és la més indicada per la seva propietat d'absorbir els olis, de manera que es poden obtenir textures seques similars a la pols, les pedres o els polvorons. Amb la maltodextrina de tapioca s'obtenen microencapsulaments òptims.

#### Comercialització de la maltodextrina
L'empresa SOSA, SL va ser la primera a comercialitzar la maltodextrina 100 % obtinguda de la tapioca, i ho va fer sota el nom comercial Maltosec.
Solé Graells també comercialitza la maltodextrina de tapioca sota la marca comercial Texturas i el nom concret Malto.

### Altres components
Els components sàpids de les aromes naturals i les aromes artificials liposolubles, si es barregen prèviament amb l'element lipídic, són apreciats en el resultat final.
Les herbes aromàtiques, les pells de cítrics i les espècies són components que tenen un alt contingut en olis essencials i que, per mitjà d'una infusió prèvia en l'oli, aporten els components sàpids a l'oli, de manera que el resultat final tindrà unes qualitats organolèptiques diferents.

## Procés d'elaboració

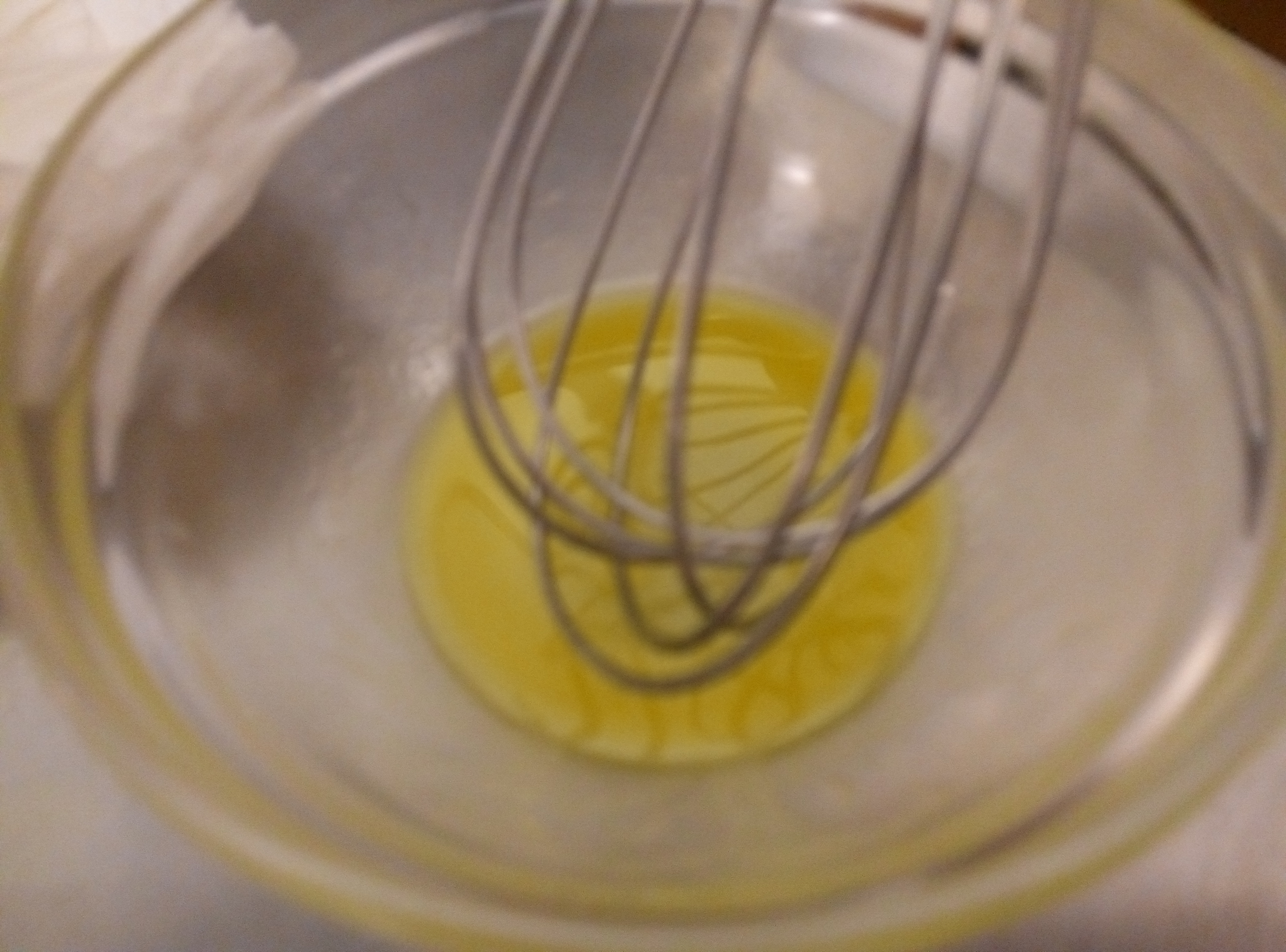
Homogeneïtzació de l'oli d'oliva

Per obtenir la pols d'oli d'oliva es fa servir oli d'oliva i maltodextrina a parts iguals. A partir d'aquesta proporció estàndard que garanteix les correctes característiques organolèptiques de l'elaboració final, es poden modificar les proporcions per tal d'obtenir diferents textures. Per exemple, si s'augmenta la quantitat de maltodextrina, s'aconsegueix una pols més fina i seca. Cal tenir en compte que el gust final d'oli depèn, en gran part, de la proporció i, per això, si la proporció de texturitzant s'augmenta en excés, es pot perdre l'aroma característica de l'elaboració.
En primer lloc cal barrejar en un bol la meitat de l'oli amb tota la maltodextrina, fent ús d'unes varetes o un altre estri similar. Cal procurar no perdre petites quantitats de maltodextrina per les parets o a l'estri utilitzat. Un cop s'aconsegueix una mescla homogènia, es va incorporant la resta de l'oli a poc a poc, fins a arribar a la textura desitjada. Per acabar, en cas que hagi quedat encara líquid (pot passar si es treballa amb quantitats petites), s'escalfa al microones a màxima potència durant dos minuts, es torna a barrejar i s'obté la pols d'oli. 

## Beneficis i propietats

### Nutricionals
Els beneficis antioxidants dels greixos insaturats com els de l'oli, estan protegits per la pel·lícula protectora de les microencapsulacions. Per tant, les propietats saludables i organolèptiques es conserven de manera més prolongada (i s'evita l'enranciment per l'acció de l'oxigen o de la llum). Els àcids grassos omega 3 i omega 6 són cardiosaludables i es troben en quantitats abundants en l'oli d'oliva.
La microencapsulació de l'oli permet la millora fisicoquímica de components bioactius, la conversió de substàncies líquides en sòlides (cosa que facilita la seva manipulació) o l'estabilització de substàncies reactives, ja que queden protegides de l'oxigen, la humitat, l'acceleració de l'enfosquiment per llum ultraviolada, els metalls, etc.

### Aplicacions culinàries
La pols d'oli pot formar part d'un plat com una elaboració més per introduir el gust de l'oli en una textura i format diferents. També pot formar part d'una elaboració o d'un producte, per aportar cremositat i suavitat, o bé per introduir aquest gust d'una manera més fàcil de dosificar o per conservar millor les característiques de l'oli.

La indústria fa servir aquesta textura, per exemple, en l'oli de gira-sol, com a ingredient per a salses, sopes, llets vegetals i animals en pols, farcits de galetes, sorbets, begudes làctiques i suplements vitamínics, entre d'altres.

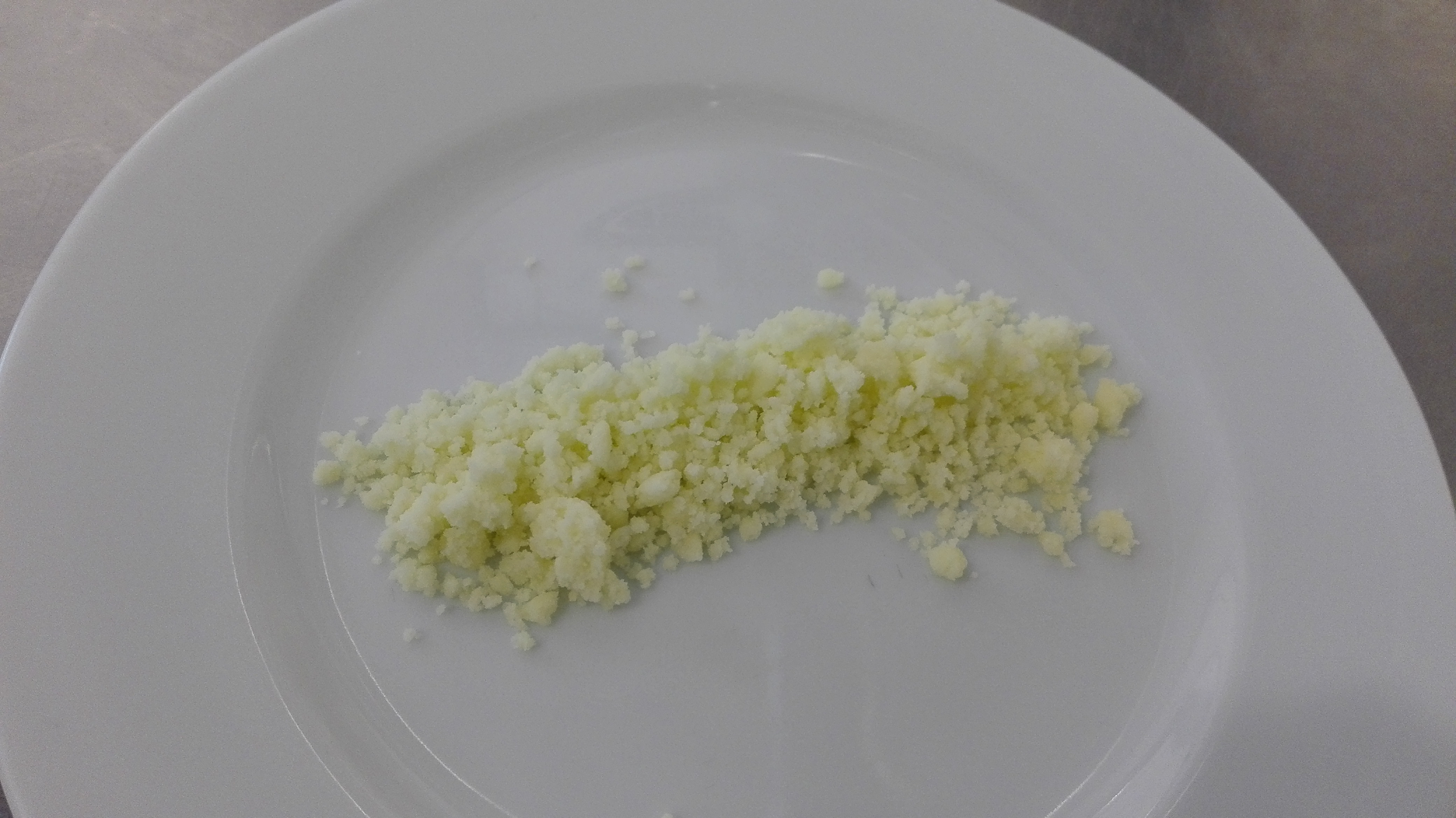
Pols d'oli d'oliva

## Elaboracions culinàries
Com que les propietats físiques de la maltodextrina es mantenen fins que entra en contacte amb l'aigua, ofereix moltes possibilitats d'emplatats que poden jugar amb els components aquosos combinats amb la pols, de manera que una salsa pot estar descomposta en dos elements: el líquid i el greixós.
Segons la proporció d'oli o maltodextrina que s'empri i el tractament tecnicoculinari que s'apliqui després, permetrà unes opcions o altres. Per exemple, si l'elaboració granulosa es passa per la planxa fins que fa una crosta, es pot obtenir un oli cruixent aromatitzat .